# Chủ nghĩa tự do xã hội
Chủ nghĩa tự do xã hội (tiếng Anh: Social liberalism) là một ý thức hệ chính trị mà muốn tạo sự quân bình giữa tự do cá nhân và công bằng xã hội. Cũng như chủ nghĩa tự do cổ điển, chủ nghĩa tự do xã hội ưa chuộng một nền kinh tế thị trường và sự mở rộng quyền dân sự và chính trị cũng như các quyền tự do cá nhân, nhưng khác biệt ở chỗ nó tin tưởng vào vai trò chính danh của chính phủ, mà quan tâm tới các vấn đề kinh tế và xã hội như nghèo đói, y tế, và giáo dục. Dưới chủ nghĩa tự do xã hội, một xã hội lành mạnh được xem là hòa đồng với tự do cá nhân. Các chính sách tự do xã hội thường được áp dụng rộng rãi tại phần đông thế giới tư bản, đặc biệt sau thế chiến thứ hai. Các tư tưởng và các đảng phái tự do xã hội thường là các phái đứng giữa (trung tâm) hay trung tả. Từ Tự do Xã hội được dùng để phân biệt với từ Tự do Cổ điển mà đã chi phối những tư tưởng về chính trị và kinh tế trong nhiều thế kỷ cho tới khi chủ nghĩa tự do xã hội phân nhánh ra khỏi nó khoảng thời gian đại khủng hoảng.
Một phản ứng đối nghịch với chủ nghĩa tự do xã hội vào cuối thế kỷ 20, thường được gọi là chủ nghĩa tân tự do (neoliberalism), dẫn tới những chính sách kinh tế chủ nghĩa tiền tệ và giảm sự cung cấp các dịch vụ của chính phủ. Tuy nhiên, phản ứng này không đưa tới kết quả là sự quay trở về với chủ nghĩa tự do cổ điển, khi các chính phủ vẫn tiếp tục cung cấp các dịch vụ xã hội và duy trì kiểm soát về chính sách kinh tế.

### Vương quốc Anh

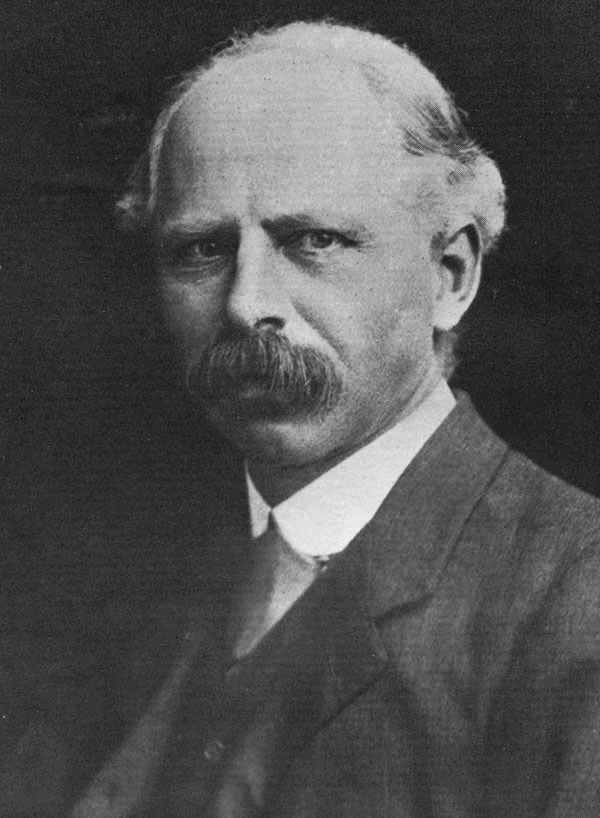
L.T. Hobhouse

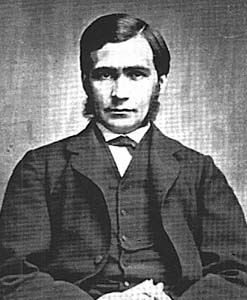
T.H. Green

### Đức

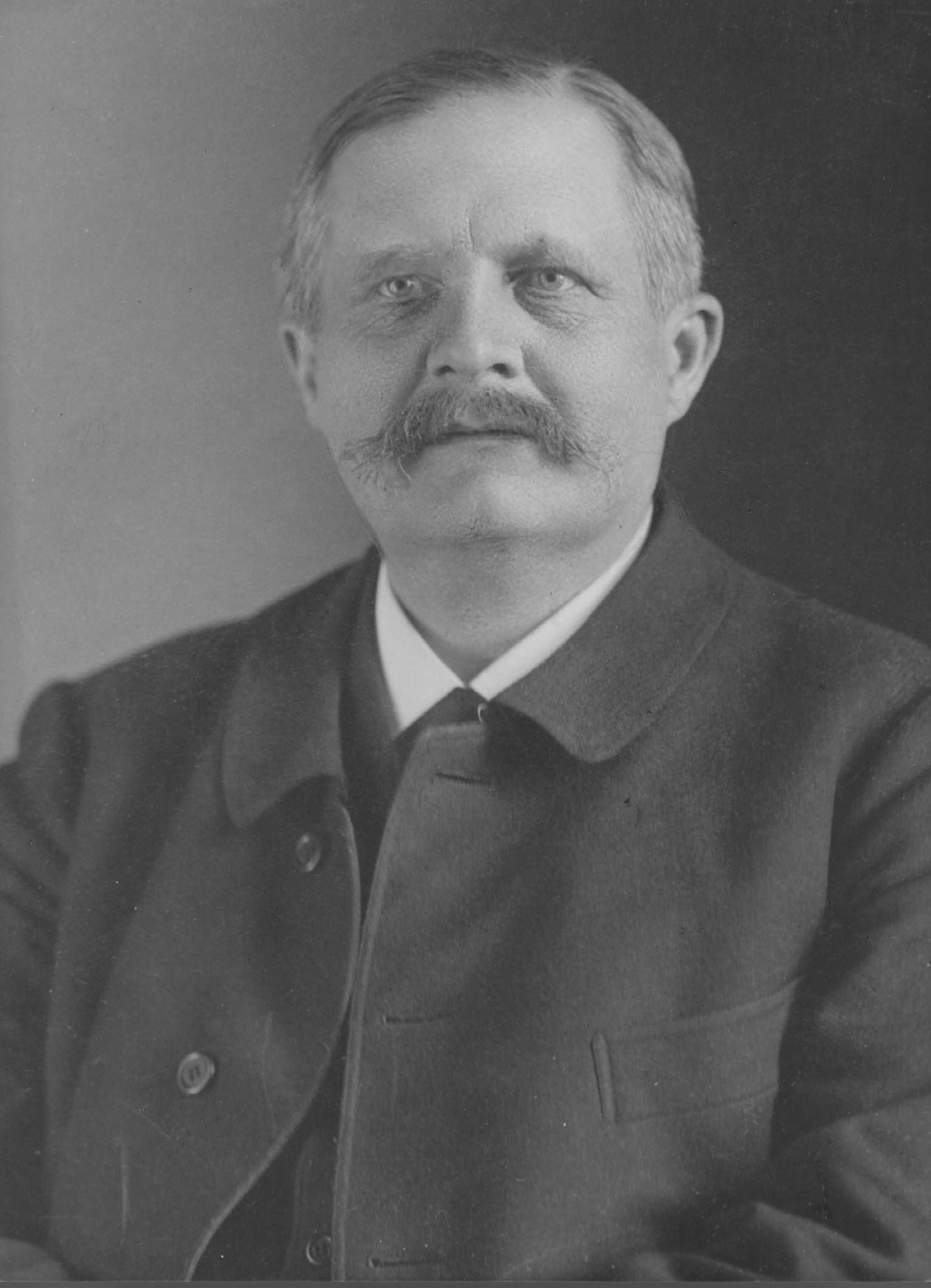
Friedrich Naumann